# Ô
Ô, ô – litera alfabetu łacińskiego używana w: języku francuskim, kaszubskim, portugalskim, wietnamskim, słowackim, neapolitańskim, a także w tzw. ślabikŏrzowym szrajbōnku (elementarzowej pisowni) etnolektu śląskiego. W języku francuskim i wietnamskim odpowiada głosce [o], w śląskim Ô wymawia się jak [wɔ], zaś w języku słowackim litera ta oznacza dyftong /u̯o/.
Język wietnamski jest językiem tonalnym, przy literze Ô może wystąpić jeden z pięciu znaków tonalnych:
- Ồ ồ
- Ố ố
- Ổ ổ
- Ỗ ỗ
- Ộ ộ

Litery tej używa się także w języku słowackim na oznaczenie długiego otwartego [ɔ:] w przypadku występowania wyrazów homograficznych w celu uniknięcia niejednoznaczności, np. rôke [rɔ:kɛ] 'ręce' vs róke [ro:kɛ] 'terminy'.